# 太阳系行星2
《太阳系行星2》是由Murudai開發並發行的開放世界沙盒遊戲。玩家在遊戲中的目標是將小行星積累一定質量成長為大型天體，最終進入大擠壓、產生宇宙大爆炸。遊戲為2009年《太阳系行星》的續作，靈感來自益智遊戲《浮游世界》。該作歷時10個月開發，繼承了前作主要的遊戲玩法，並經大幅拓展與完善。其中音效設計師兼音樂家約翰·菲力普·諾伊費爾德為該作配樂。遊戲在2011年發行在Microsoft Windows和Xbox 360平台，並在随後兩年移植至macOS、iOS和Android平台上。發行後，評論家對遊戲評價褒貶不一，其中大多稱讚該作配樂，而部分批評遊戲玩法。該作在2011年於微軟舉辦的Dream Build Play競賽獲頒一等獎，並參展2011年PAX遊戲展。

## 玩法
《太阳系行星2》是一款二維畫面開放世界沙盒遊戲。玩家在遊戲開始時會獲得小行星，目標是將其積累一定質量成長為大型天體。當玩家的天體進入大擠壓，產生宇宙大爆炸後，遊戲便會結束。遊戲內有8種物體：小行星、小型行星、生命行星（life planet）、小型恆星、中型恆星、大型恆星、中子星和黑洞。玩家可選擇不結束遊戲，將自己的天體保持在前述8種物體之一。

圖中玩家正操控有5顆行星在周圍繞行的中型恆星。恆星右下方的虛線圓圈為任務開始地點，上方的3個箭頭指向其他可接取任務。

遊戲世界為無邊無際、隨機產生的宇宙，宇宙中充滿小行星、行星、恆星和行星系。一些行星能夠孕育生命，這些生命以大小和攻擊力各異飛船來表示。綠色飛船為玩家的行星或玩家所擁有行星系的行星，紅色飛船為敵方的行星或行星系，白色飛船為不屬於雙方的行星。飛船皆由遊戲的控制，它們會不斷與敵方飛船、小行星或行星戰鬥，直至將其摧毀。
遊戲開始後，玩家透過將自己的小行星與其他小行星碰撞以積累質量，在積累一定質量後成為行星。之後玩家須吸收其他小行星，成為生命行星，而撞擊其他物體會減少玩家天體的質量。生命行星上將演化出會打造飛船、行星護盾和大砲的生命體。玩家可將行星積累更多質量轉化為恆星，生命體會因此消失，但玩家能吸引其他行星組成行星系，或透過吸收行星壯大恆星。玩家可以讓行星系中的行星吸收小行星，使其成為恆星，進而形成恆星系。
恆星成長後會增加其引力，從而增加行星系可擁有的行星數。玩家的行星系可以吸引質量較其低的行星系，或被質量較高的行星系吸引。兩顆恆星相撞時，雙方均會降級至較小的恆星；但若恆星已是最低等級，則會崩解而非降至生命行星。例如玩家的小型恆星與中型恆星碰撞，玩家的恆星會崩解，而中型恆星會被降級至小型恆星。小型行星與其他行星相撞也同理，會崩解而非降至小行星。玩家崩解的星體會以隨機質量就地重生。
《太阳系行星2》內含不同成就及目標導向任務。玩家可根據遊戲畫面上的箭頭指向找尋任務，遊戲會自動記錄完成的任務。遊戲也記錄了玩家遊玩過程的各項資訊，如行進距離、摧毀的物體及敵人數量、擁有的飛船等。玩家可隨時保存遊玩進度，並在需要時以該進度重生。

## 開發
《太阳系行星2》由杰伊·沃茨的遊戲工作室Murudai開發。沃茨於澳洲的大學取得生物技術學位，他在製作系列首作《太阳系行星》的Xbox 360版本時毫無開發經驗。《太阳系行星》原為Flash遊戲，於2008年7月起開發。續作的無限沙盒（infinite sandbox）等關鍵遊戲元素皆於該作的開發期間設想。沃茨在與FleshEatingZipper的訪談透露Thatgamecompany的《浮游世界》是他的靈感來源，並表示「喜愛這款遊戲的簡潔與氛圍」。2009年5月發行的《太阳系行星》銷量達3萬份，使沃茨得以全職開發續作。
《太阳系行星2》歷時10個月開發。該作的遊戲引擎，微軟的Microsoft XNA，是專門用於電子遊戲開發的工具。據沃茨所言，該作主要拓展前作內容，並將其打磨至完美。但他也提到兩款作品的最終版本皆曾歷經多次設計迭代，他表示在確定最後的遊戲內容之前考慮了許多想法。音效設計師兼音樂家約翰·菲力普·諾伊費爾德為該作配樂，沃茨對此表示「我無法像他那樣將音樂做好」。該作的Microsoft Windows和Xbox 360版本於同一時期開發，沃茨指出「（Xbox 360）沒有鍵盤且硬體過時有些棘手，為Xbox 360版本更新相當痛苦」。
《太阳系行星2》的Windows版本於2011年6月18日在Steam發行，6月19日在Xbox 360的Xbox Live獨立遊戲發行。沃茨於2012年7月宣布他正開發該作的macOS和Linux版本，但鑒於原始版本以僅適用於Windows平台的XNA工具開發，他預計其移植版本會於年底發行。該作macOS版本於2012年10月23日在Steam發行，適用於iPad的iOS版本於2013年2月11日發行，Android版本在2013年3月發行。該作的原聲帶於2011年11月11日發行。

## 反應
《太阳系行星2》在評論匯總網站Metacritic獲評「褒貶不一或中庸」。多數評論家稱讚該作配樂，但部分批評其任務難度過高和玩法略顯重複。該作在2011年於微軟舉辦的Dream Build Play競賽獲頒一等獎，並於2011年IndieCade獨立遊戲節入圍。該作曾參展2011年8月的PAX遊戲展。
PALGN的丹尼·马尔科维奇認為該作回歸遊戲的本質，它不以畫面為亮點，而注重遊戲性，並有趣味和如上癮般的體驗，但表示該作遊玩時長稍短。IGN的戈德·戈布爾批評遊戲的任務難度，但讚揚配樂並稱之為「新世紀、亞倫派森實驗樂團、平克·佛洛伊德、《2001太空漫遊》般的音景（audioscape）」的結合。他也指出希望在遊戲內實現的功能，如探索更複雜的宇宙、操控玩家擁有行星上的生命體等。PC Gamer的格雷厄姆·史密斯同樣批評了任務的難度，但他在結語表示該作「對宇宙題材作品而言算是物美價廉」。GamePro的內特·拉爾夫指出玩家無法控制生命體，儘管它們會盡可能靠近自己的生命行星，但他批評它們依然是「不太聰明」，會不斷與星系中的其它行星相撞。
對於該作的iPad和Android版本，AppSpy的安德魯·內斯瓦德巴在評論中指出「遊戲的任何事物都不像是在浪費時間或精力」，但也批評遊戲中玩家無法操控生命體。Android Central的安德魯·馬托尼克認為《太阳系行星2》擁有出色遊戲所需的必要元素。